# Pedro Domingo Curutchet
Pedro Domingo Curutchet (Las Flores, 2 de abril de 1901 - La Plata, 5 de julio de 1992) fue un médico cirujano argentino, innovador en técnicas de cirugía médica, especialmente las de quiste hidatídico de pulmón, diseñador de instrumental quirúrgico y gestor además de una de las obras de arquitectura moderna más importante de la Argentina, la Casa Curutchet.

## Primeros años
Nacido en la localidad de Las Flores, provincia de Buenos Aires, desarrolló la totalidad de sus estudios en la localidad de La Plata, primero en el Colegio San José y luego en la Facultad de Medicina de la Universidad Nacional de La Plata, egresando como doctorado en medicina en 1929.
Falleció en La Plata el 5 de julio de 1992, siendo sus restos inhumados en el Cementerio de La Plata.

## Su labor médica
Tras ver frustrada su intención de participar en trabajos de investigación se trasladó a Lobería, en el sudeste de la provincia de Buenos Aires. Esta era una zona afectada por la hidatidosis, enfermedad a la que dedicaría gran parte de sus investigaciones.
Su técnica para el tratamiento del quiste hidatídico de pulmón fue expuesta en su libro Nueva cirugía del quiste hidatídico pulmonar (1948). Diseñó también instrumental quirúrgico específico que quedó documentado en sus libros Aximanual surgery: technology and History (1974) y Axitechnical surgery and crucimanual History (1976).

En un reportaje realizado en 1978 relató: 
Lo mío, mis estudios, son de estructura y de forma aplicados al diseño del instrumental quirúrgico. Mi vocación es esa, fíjese que yo he hecho una cosa que es pariente de la arquitectura. Funcionalismo, forma, estructura, tienen elementos básicos de la arquitectura. Quizás en mi había un arquitecto frustrado, o había una segunda vocación.

## La casa Curutchet
Curutchet viajaba con frecuencia a la ciudad de La Plata durante sus años de estadía en Lobería para asistir a conciertos y exposiciones de arte.
De ascendencia vasco-francesa, iniciada la Segunda Guerra Mundial entró en contacto con la comunidad francesa en la Argentina participando en iniciativas de apoyo a la resistencia.
En 1948 decidió trasladarse nuevamente a la ciudad de La Plata, donde adquirió un solar de reducidas dimensiones y se contactó en forma epistolar con el arquitecto Le Corbusier para encomendarle el proyecto de su vivienda y consultorio. El 1 de febrero de 1949 quedó acordada la contratación.
En 1954, el doctor Curutchet se instaló finalmente con su familia en la casa, donde permaneció varios años hasta que sus actividades en la localidad de Lobería requirieron su presencia nuevamente en esa ciudad. Curutchet puso su casa a disposición de la "Fundación Christmann", creada por su amigo el cirujano Federico Enrique Bruno Christmann. La fama de esa casa, la Casa Curutchet, considerada una de las principales obras del arquitecto Le Corbusier, trascendería la de la misma fundación, responsable por otra parte años después de su recuperación tras décadas de abandono. La casa Curutchet es su legado invalorable a la ciudad, tal como lo expreso el propio Curutchet en su carta a Le Corbusier de 1949: 
Se que esta obra quedará como una lección de arte contemporáneo, del arte suyo, de vanguardia, del original espíritu creador. Mi deber será que todos aprovechen esa lección, en beneficio de su propia cultura y en reconocimiento al gran maestro.